# Parque nacional Las Palmas de Cocalán
El parque nacional Las Palmas de Cocalán es un área protegida chilena ubicada en la comuna de Las Cabras en la Región del Libertador General Bernardo O'Higgins. Se destaca como una de las tres áreas silvestres protegidas de Chile que cuentan con bosques milenarios de palma chilena (Jubaea chilensis). Su acceso al público es restringido debido a ser un parque nacional dentro de terrenos particulares y productivos, resguardando el cuidado de la especie nativa y desprovista de infraestructura turística. 
El ingreso de visitantes se hace posible, en la Hacienda las Palmas de Cocalán, sólo a partir de agosto de 2018, a través de guías locales de Pitrucao Outdoor, y autorizados capacitados para  actividades educativas, con el debido resguardo del ecosistema del lugar.

## Descripción
El parque cuenta con una parte de las 35 000 palmas chilenas de la cuenca de Cocalán, (contabilizadas en los años 80, hoy se estiman muchas más) que comprende el predio de La Palmería de Cocalán y la hacienda Las Palmas de Cocalán. Parte del predio fue declarado parque nacional en 1989, pese a que fue creado en 1971, convirtiéndose en el primer y único parque nacional chileno —y uno de los pocos en el mundo— ubicado en terrenos particulares. Debido a que está emplazado dentro de terrenos privados y productivos, el acceso público es restringido. 
A partir de agosto de 2018 se comienza a realizar la ruta de la palma chilena, dentro de la Hacienda las Palmas de Cocalán. La actividad se lleva a cabo a través  de guías locales de Pitrucao, contemplando los resguardos necesarios y garantía de conservación del medio ambiente en predios particulares. Se requiere previa inscripción según disponibilidad de fechas y horarios. La ruta involucra un costo asociado que permite su viabilidad como una forma de promover el conocimiento de la palma chilena y su legado cultural. 
A partir de las palmas chilenas, muy comunes en esta zona, se elaboran productos como la miel de palma.

## Historia
Las palmas de la Hacienda Cocalán, ya eran objeto de admiración en el siglo XIX, algunos ejemplares de esta especie fueron trasladados a la ciudad de Santiago a solicitud del intendente Benjamín Vicuña Mackenna con fines ornamentales, plantando algunos ejemplares el 23 de octubre de 1873 en el sector oriental del Cerro Santa Lucía.
La palma chilena es una palma de tronco liso y grueso. Estuvo catalogada como especie vulnerable, por lo que, como medida de prevención, se creó el parque nacional en 1971 con el apoyo de los habitantes de la zona. El parque ha cultivado y protegido una cantidad importante de palmas y, en la cuenca de Cocalán, se ubican los ejemplares que han alcanzado mayor altura y grosor de Chile, por lo que empezaron a transformarse en características de la zona. En 1989, fue declarado oficialmente parque nacional de Chile por el Ministerio de Bienes Nacionales de Chile y el Ministerio de Agricultura de Chile, sumándose así a otras áreas que protegían a la palma chilena de la extinción —como el parque nacional La Campana, que cuenta con la mayor cantidad de palmas en Chile, y Los Palmares de Ocoa, una zona protegida considerada como reserva—.

## Acceso
El acceso a este parque nacional ha sido restringido debido a que se ubica en zonas particulares y no posee las medidas de previsión reglamentarias por la CONAF, lo que provocaría que las personas pudieran destruir algunos ejemplares sin darse cuenta o generar incendios accidentales.
Durante el año 2018, por primera vez en la historia, se da inicio a paseos y actividades turísticas educacionales en la Hacienda las Palmas de Cocalán. Actividad que se lleva a cabo a través de guías locales de Pitrucao Outdoor Pitrucao Outdoor. Es requerida una previa inscripción según fecha y horarios disponibles, ya que no existe ingreso libre al lugar por normativas de resguardo y conservación. La entrada tiene un costo asociado que solventa la actividad e ingreso responsable al recinto.